# Drum național 39E
Der Drum național 39E (rumänisch für „Nationalstraße 39E“, kurz DN39E) ist eine Hauptstraße in Rumänien die Constanța mit Cumpăna verbindet.

## Verlauf
Die Straße beginnt in Constanța an der Drum național 39 und Drum național 3 (Europastraße 87). Nach wenigen Kilometern führt sie über die Autostrada A4, ohne jedoch an sie angeschlossen zu sein. Sie endet kurz danach in Cumpăna.